# الأمانة العامة لمجلس الاتحاد الأوروبي
تساعد الأمانة العامة لمجلس الاتحاد الأوروبي مجلس الاتحاد الأوروبي ورئاسة مجلس الاتحاد الأوروبي والمجلس الأوروبي ورئيس المجلس الأوروبي. يرأس الأمانة العامة الأمين العام لمجلس الاتحاد الأوروبي. تنقسم الأمانة العامة إلى سبع مديريات عامة، يدير كل منها مدير عام.
يقع مقر الأمانة العامة في بروكسل، في مبنى يوروبا. تم دمج الأمانات الخاصة باتفاقية شينجن واتحاد أوروبا الغربية والتعاون السياسي الأوروبي على مدار السنين مع أمانة المجلس.
الأمين العام الحالي هي تيريز بلانشيت، التي تولت المنصب في 1 نوفمبر 2015.

## المهام
- «تشارك بشكل وثيق ومستمر في تنظيم وتنسيق وضمان اتساق عمل المجلس وتنفيذ برنامجه السنوي».[2] يتضمن ذلك «المهام التقليدية»، مثل التخطيط للاجتماعات وعقدها وتنظيمها (حوالي 100 جلسة للمجلس، وأكثر من 3500 اجتماع لفرق العمل والتجمعات الأخرى كل عام، مثل اجتماعات المجلس الاستثنائية أو اجتماعات الاتحاد الأوروبي مع الدول الأخرى)، ترتيب الغرف والترجمة، وعمل المحاضر، والعمل كمسجل وذاكرة للمجلس من خلال حفظ المحفوظات، كونها جهة إيداع للاتفاقيات الدولية.[3]
- تعمل كمستشار قانوني ومستشار سياسي لرئاسة الاتحاد الأوروبي. وهي تقدم النصح إلى الرئاسة، لا سيما فيما يتعلق بإيجاد الحلول الوسط التي ستبنى عليها قرارات المجلس وأفعاله الأخرى. أعضاء الدائرة القانونية بالأمانة العامة متواجدون في جميع الاجتماعات الهامة لتقديم المشورة بشأن القضايا المثارة في المناقشات وتوضيح الجوانب القانونية لبعض الإجراءات. كما تمثل الدائرة القانونية المجلس أمام محكمة العدل التابعة للاتحاد الأوروبي والمحكمة العامة (الاتحاد الأوروبي) ومحكمة الخدمة المدنية التابعة للاتحاد الأوروبي.[3]
- تلعب أمانة المجلس أيضًا دورًا مهمًا في المؤتمرات الحكومية الدولية للاتحاد الأوروبي، لأنها توفر أمانة اللجنة الحكومية الدولية. بصرف النظر عن المشورة القانونية، تحاول أيضًا أن تكون وسيطًا نزيهًا بين الدول الأعضاء. جادل مراقب وثيق بأن أمانة المجلس، إلى جانب الرئاسة، هي أهم جهة فاعلة في اللجنة الحكومية الدولية.[4]

## التنظيم
يتم تنظيم الأمانة العامة بالأغلبية البسيطة من قبل المجلس. كما يتم تعيين الأمين العام من قبل المجلس.
وهي تتألف حاليًا من 7 مديريات عامة، و5 أقسام تابعة للأمين العام بالإضافة إلى الخدمات القانونية. ويعمل بها حوالي 3200 موظف.

### المديريات العامة
- المديرية العامة ORG - التطوير التنظيمي والخدمات
- المديرية العامة LIFE - الزراعة والثروة السمكية والشؤون الاجتماعية والصحة
- المديرية العامة RELEX - الشؤون الخارجية والتوسع والحماية المدنية
- المديرية العامة JAI - العدل والشؤون الداخلية
- المديرية العامة TREE - البيئة والتعليم والنقل والطاقة
- المديرية العامة COMM - الاتصالات وإدارة الوثائق
- المديرية العامة ECOMP - الشؤون الاقتصادية والقدرة التنافسية

كما يرأس الخدمات التالية نائب مدير عام:
- GIP - السياسة العامة والمؤسسية
- LING - خدمة الترجمة
- SMART - الخدمات الرقمية

## روابط خارجية
- الموقع الرسمي